# Pearl Studio
 Pearl Studio (trước đây gọi là Oriental DreamWorks) là một công ty sản xuất phim Trung Quốc thuộc sở hữu của China Media Capital. Công ty được thành lập như một liên doanh người Mỹ gốc Hoa vào năm 2012 bởi DreamWorks Animation và các công ty đầu tư Trung Quốc. Công ty chủ yếu sản xuất các bộ phim hoạt hình và hành động có chủ đề Trung Quốc và các sản phẩm phái sinh của họ để phân phối trong Trung Quốc và trên toàn thế giới. Năm 2018, CMC (China Media Capital) đã mua cổ phần của NBCUniversal trong studio.

## Lịch sử
Vào ngày 17 tháng 2 năm 2012, DreamWorks Animation đã công bố liên doanh với China Media Capital, Shanghai Media Group và Shanghai Alliance Investment để xây dựng một công ty giải trí gia đình có trụ sở tại Thượng Hải có tên là Shanghai Oriental DreamWorks Film & Television Technology Co., Ltd.. Liên doanh mới dự kiến sẽ phát triển và sản xuất nội dung hoạt hình gốc và hoạt hình trực tiếp của Trung Quốc để phân phối trong phạm vi Trung Quốc và trên toàn thế giới. Công ty cũng sản xuất nội dung giải trí trực tiếp, công viên chủ đề, trò chơi và các sản phẩm tiêu dùng. Oriental DreamWorks, sở hữu 45% bởi DWA và 55% bởi các đối tác Trung Quốc, ra mắt vào ngày 6 tháng 8 năm 2012, với tiền mặt và vốn trí tuệ trị giá 350 triệu đô la. Để sản xuất phim hoạt hình, 37 Entertainment, một xưởng phim hoạt hình Trung Quốc với 175 nhân viên, đã từng làm việc trên một số sản phẩm truyền hình của DWA, đã được mua lại.
Bên cạnh việc sản xuất nội dung của riêng mình, Oriental DreamWorks còn đóng vai trò là nhà phân phối cho các sản phẩm của DWA. Phát hành The Croods vào năm 2013, ODW trở thành công ty đầu tiên sau 20–30 năm có giấy phép nhập khẩu phim phương Tây.
Vào ngày 25 tháng 11 năm 2015, Peilin Chou được chỉ định làm người đứng đầu sáng tạo cho phim hoạt hình tại Oriental DreamWorks.
Bộ phim hoạt hình đầu tiên của hãng, Kung Fu Panda 3, được phát hành vào ngày 29 tháng 1 năm 2016, và được hợp tác sản xuất với DWA, với 1/3 bộ phim được sản xuất tại Trung Quốc. Bộ phim gốc đầu tiên của hãng, có tựa đề Abominable, đã ra mắt vào năm 2019. Vào ngày 15 tháng 3 năm 2017, có thông tin rằng NBCUniversal sẽ bán hết cổ phần của mình trong Oriental DreamWorks để tái cấu trúc và có thể phải đối mặt với các vấn đề với cuộc điều tra chống độc quyền của Trung Quốc.
Một bộ phim phù hợp với Bộ luật Tây Tạng, do China Film Group đồng sản xuất, đã được công bố, nhưng đã bị hủy bỏ.
Vào ngày 26 tháng 9 năm 2017, Peilin Chou được đề bạt vai trò Giám đốc Sáng tạo.
Vào ngày 1 tháng 2 năm 2018, CMC Capital Partners đã thông báo rằng họ đã sở hữu toàn bộ Oriental DreamWorks và đổi tên thành "Pearl Studio". Universal Pictures và DreamWorks Animation sẽ tiếp tục hợp tác với Pearl Studio cho Abominable vào năm 2019. Frank Zhu được bổ nhiệm làm CEO.
Vào ngày 29 tháng 9 năm 2019, có thông tin rằng Abominable của Pearl Studio đã thu về 30 triệu đô la trên toàn thế giới trong cuối tuần mở cửa.

## Sản xuất

### Phim truyện

#### Oriental DreamWorks
- How to Train Your Dragon 2 (2014) (tác phẩm sản xuất bổ sung)[11]
- Chim cánh cụt của Madagascar (2014) (tác phẩm sản xuất bổ sung)
- Home (2015) (tác phẩm sản xuất bổ sung)
- Kung Fu Panda 3 (2016) (hợp tác sản xuất đầy đủ với DreamWorks Animation; được phân phối bởi 20th Century Fox)

#### Pearl Studio
- Abominable (2019) [10] (hợp tác sản xuất với DreamWorks Animation; được phân phối bởi Universal Pictures)
- Over the Moon (2020)[18][19][20] (được phân phối bởi Netflix)
- May mắn (TBA)
- Dự án khu phố Tàu không tên (TBA)
- Vua khỉ (TBA)
- Illumikitty (TBA)

## Dream Center
Một phần của thỏa thuận với các đối tác Trung Quốc cũng là một tổ hợp giải trí và văn hóa có tên Dream Center (Trung tâm Giấc mơ). Được xây dựng tại Thượng Hải với khoản đầu tư hơn 2,7 tỷ USD, nó sẽ có một loạt nhà hát, rạp chiếu phim, khu vực mua sắm, phòng trưng bày, khách sạn, nhà hàng và màn hình IMAX lớn nhất thế giới, và dự kiến sẽ mở cửa vào năm 2017 (có thể bị trì hoãn). Kể từ tháng 5 năm 2017, tương lai của Trung tâm Giấc mơ vẫn chưa được biết và rất có thể đã bị hủy bỏ.

## Liên kết ngài
- Website chính thức
- IMDb company trên trang Internet Movie Database